# Powiśle

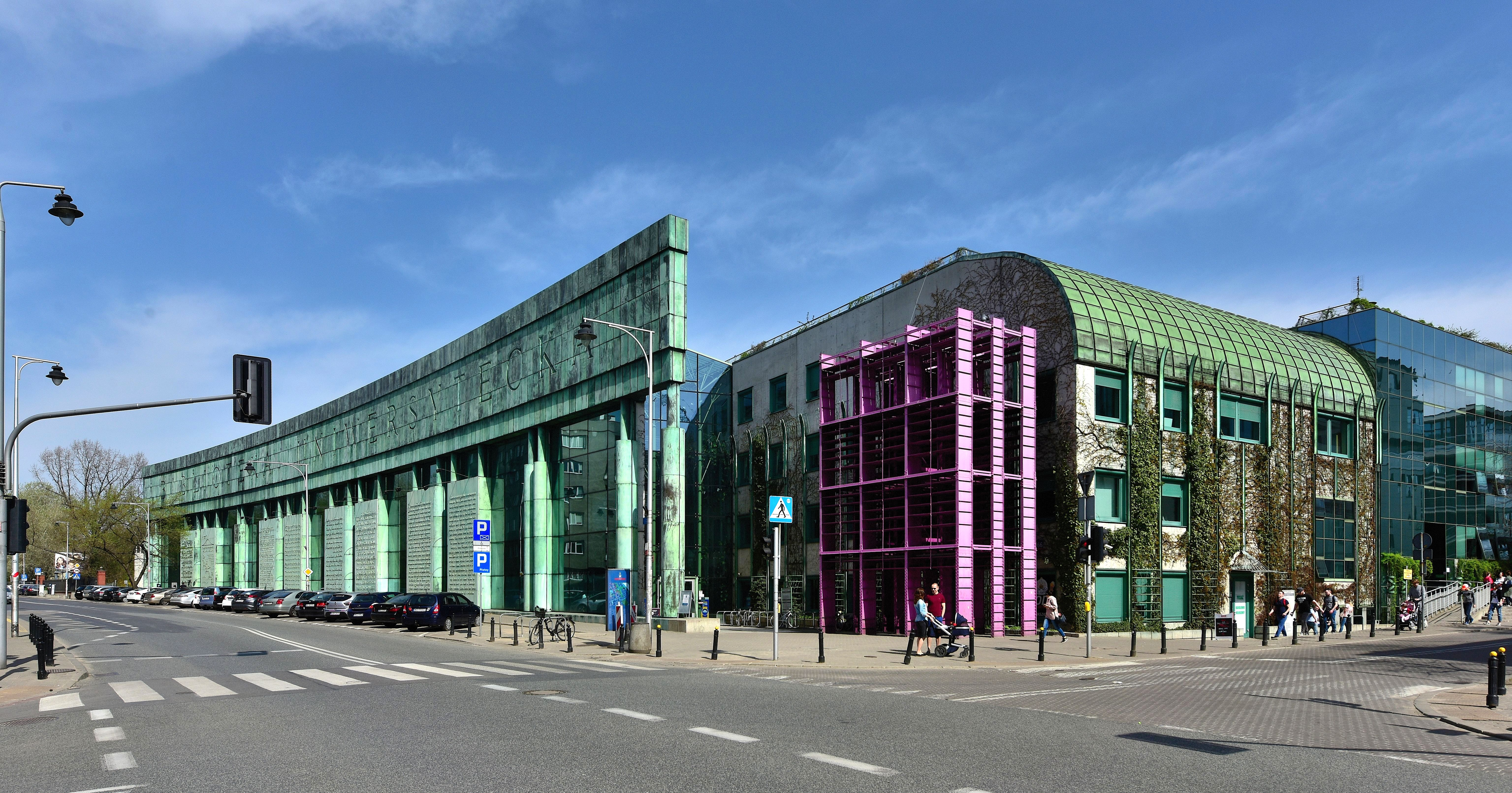
La Bibliothèque de l'université de Varsovie.

Le quartier de Powiśle (dont le nom signifie littéralement les « bords de la Vistule ») fait partie du quartier de Śródmieście, à Varsovie. Il borde les quartiers de Solec au sud, de la vieille ville au nord, de Śródmieście Północny et Południowy à l'ouest ; et la Vistule à l'est.
Aux XVIIe et XVIIIe siècles, le quartier était principalement habité par des pauvres. Il a conservé son caractère de bidonville jusqu'à sa destruction presque totale lors de l'insurrection de Varsovie en 1944. Il était habité par des chômeurs et des artisans de toutes sortes, des ouvriers d'usine et de port, des forgerons, des charbonniers, des vendeurs de sable, des pêcheurs et des prostituées. Après la guerre, le quartier a été partiellement reconstruit et le quartier de Mariensztat est devenu le premier quartier de Varsovie à être reconstruit. Il est actuellement prévu de transformer le quartier en campus de l'Université de Varsovie, une idée qui a déjà été lancée par la construction de la Bibliothèque de l'Université de Varsovie et de plusieurs facultés.

## Histoire
Le domaine historique de Powiśle comprend Solec, Powiśle proprement dit et Mariensztat.
En 1830, il existait sur la rue Czerniakowska une brasserie, « Weiss », dont l'incendie le 29 novembre 1830 par le cadet Wiktor Tylski marqua le signal du déclenchement de l'insurrection de Novembre.
Au début du XIXe siècle, Powiśle était le principal quartier industriel de Varsovie. Depuis la fin des années 1870, les installations industrielles ont toutefois commencé à être déplacées vers des zones plus proches des lignes ferroviaires, principalement à Wola et Praga.
Powiśle, comme la majeure partie de Varsovie, a été en grande partie détruite pendant la Seconde Guerre mondiale, après que les Allemands ont écrasé l'insurrection de Varsovie. Après la guerre, le quartier fut successivement reconstruit, avec notamment de nombreux immeubles d'habitation. Trois d'entre eux, dit les « X », se distinguent particulièrement par leur architecture.

## Illustrations

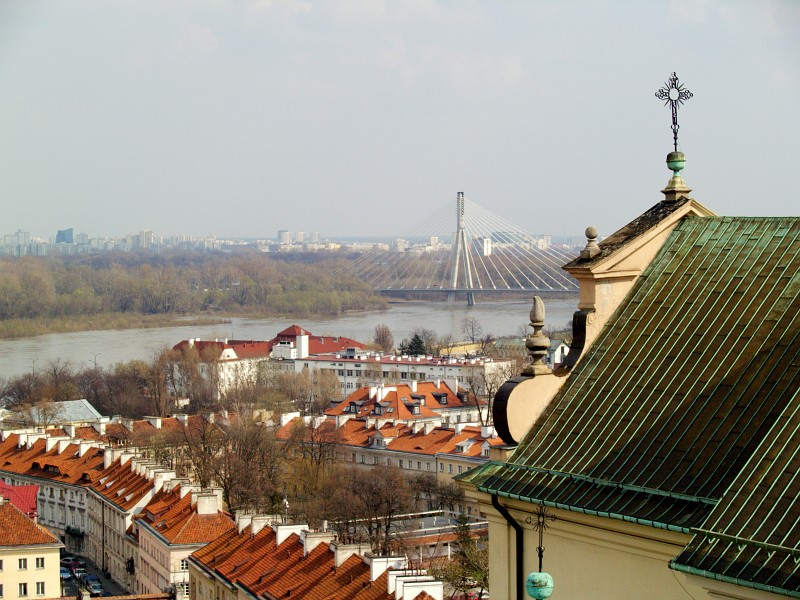
Vue depuis l'église Sainte-Anne vers le pont Świętokrzyski, surplombant Mariensztat.
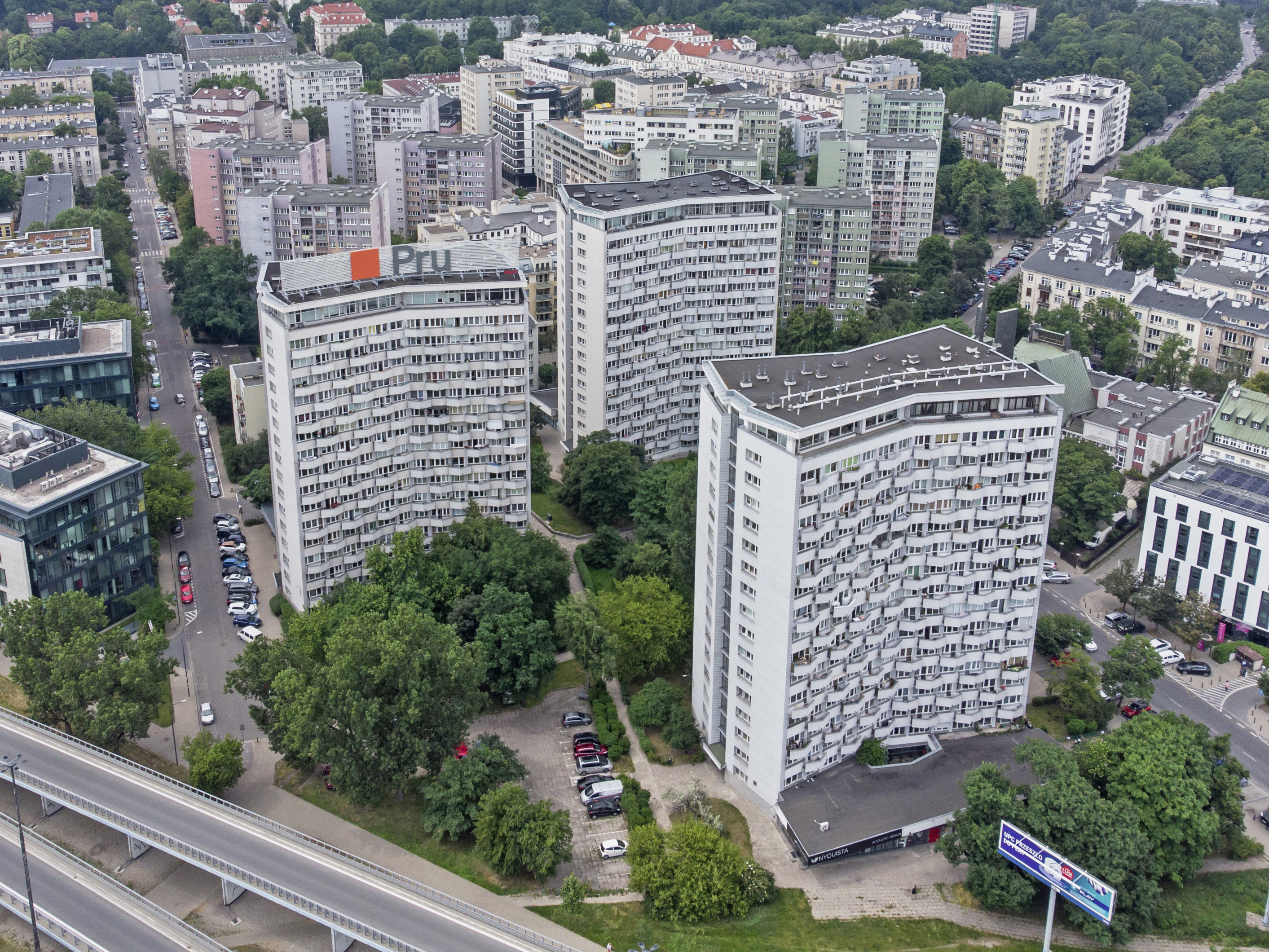
Les « X » de Powiśle (résidence « Torwar » (pl)).
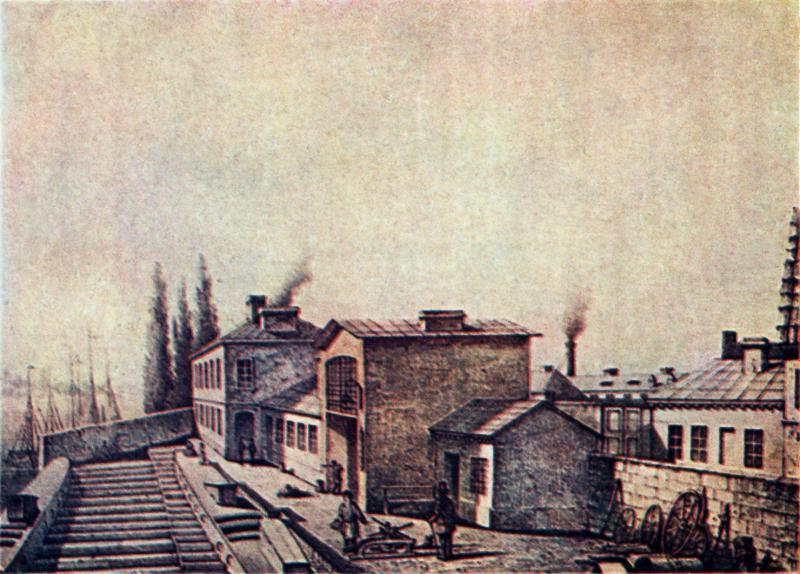
Ateliers de navigation à vapeur à Solec, XIXe siècle.
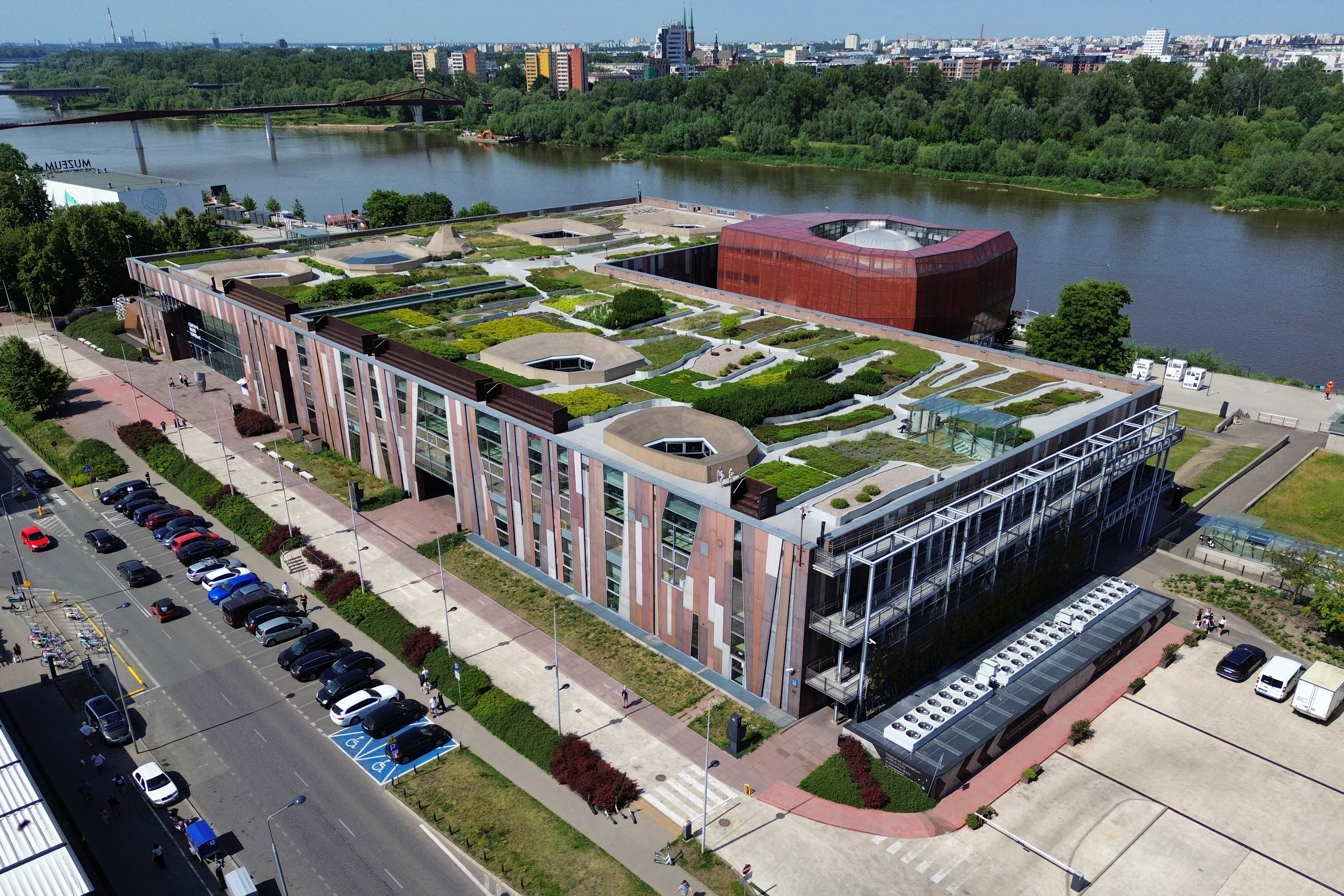
Le Centre Copernic, musée des sciences.
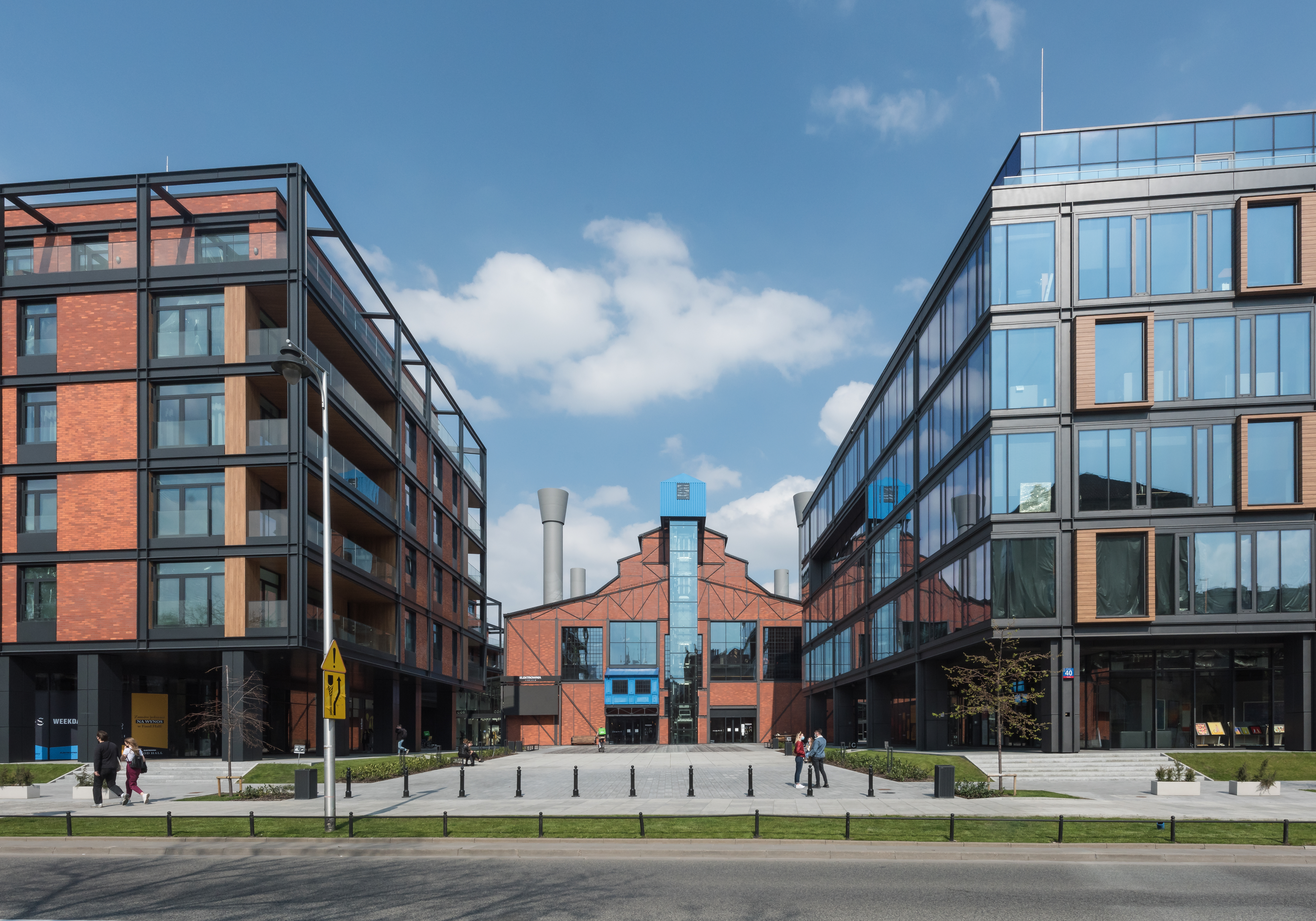
Complexe de la centrale électrique de Powiśle sur le site de l'ancienne centrale électrique de Varsovie.